# تپه حکم‌آباد
تپه حکم آباد مربوط به سده ۶ ق تا دوره صفوی است و در شهرستان قوچان، ۲۲ کیلومتری غرب شهر قوچان به روستای شیروان واقع شده و این اثر در تاریخ ۲۳ فروردین ۱۳۴۶ با شمارهٔ ثبت ۶۹۰ به‌عنوان یکی از آثار ملی ایران به ثبت رسیده است.